# بيرغلاند
بيرغلاند (بالألمانية: Bergland) هي بلدية في منطقة ميلك في ولاية النمسا السفلى.